# Dichromya brasiliensis
Dichromya brasiliensis är en tvåvingeart som beskrevs av Robineau-desvoidy 1830. Dichromya brasiliensis ingår i släktet Dichromya och familjen myllflugor. Inga underarter finns listade i Catalogue of Life.